# 亟子口
(石亟)子口，原寫為(石亟)仔口，是臺灣屏東縣林邊鄉的一個傳統地域名稱，位於該鄉西北部。相較於今日行政區，其範圍大致包括鎮安村不含東部中央偏北側一小段、永樂村北部凸出部分的西半部。
本地區境內主要聚落為(石亟)仔口。

## 歷史
台灣日治初期，(石亟)子口地區為一街庄，稱為「(石亟)仔口庄」（舊制街庄），隸屬於港東中里。該庄昔日北與下廍庄、車路墘庄、濫頭庄為鄰，東與竹仔腳庄、林仔邊庄為鄰，南邊為田墘厝庄，西邊為大潭新庄。
1901年（日治明治三十四年）11月11日，全台廢縣廳改設二十廳，該庄隸屬於阿猴廳。1904年（明治三十七年）4月15日，該庄編入「林仔邊區」，隸屬於阿猴廳。1905年（明治三十八年）4月1日，阿猴廳改稱「阿緱廳」。1909年（明治四十二年）10月25日，全台合併二十廳為十二廳，林仔邊區仍隸屬於阿緱廳。1920年（大正九年）10月1日，全台地方制度大改正，廢十二廳改設五州二廳，該庄改制並雅化為「(石亟)子口」大字，隸屬於高雄州東港郡林邊庄（新制街庄）。
戰後林邊庄改制為林邊鄉，隸屬於高雄縣，大字亦改制為村。1950年（民國39年）10月1日，高、屏分治，林邊鄉改隸屬於屏東縣。1951年（民國40年）3月，林邊鄉拆分出溪州鄉，本地區仍隸屬於林邊鄉。
相較於今日行政區，本地區的範圍大致包括鎮安村不含東部中央偏北側一小段、永樂村北部凸出部分的西半部。

## 聚落
本地區發展較早的聚落為(石亟)仔口、南埔（已消失），在日治初期的官方地圖上已有記載。

## 交通
台鐵屏東線是高雄至枋寮間的鐵路幹線，經過本地區東部，並在東北部凸出部分設有鎮安車站。該站屬招呼站，停靠部分區間快車及全部區間車；由此可前往台鐵沿線各站。
國道3號又稱「福爾摩沙高速公路」，是貫穿台灣西部的兩條縱向高速公路之一，經過本地區東部及南部且在西側設有平面側車道（鄉道屏129線），而且在省道台17線交會處設有林邊交流道（南出北入）。由此可快速前往國道3號此處以北沿線各地。
省道台17線又稱「西部濱海公路」，是甲南至水底寮的幹道，經過本地區西南部。由該道路北行可前往東港鎮、新園鄉南部、高雄市林園區、小港區等地；南行可前往林邊鄉林邊市區、佳冬鄉、枋寮鄉，並止於水底寮聚落的省道台1線路口。
鄉道屏73線是圍仔內至萬華的道路，其南側端點（終點）位於本地區西部邊界地帶中央略偏南的省道台17線路口，由此向北會經過本地區的(石亟)仔口聚落。
鄉道屏121線是三千至磘仔口的道路，其南側端點（終點）位於本地區東北部凸出部分的鄉道屏124線路口。
鄉道屏124線是大潭至竹仔腳的道路，經過本地區北部的(石亟)仔口聚落。
鄉道屏129線是鎮安至大鵬灣的道路，也是國道3號的平面側車道，其北側端點（起點）位於本地區南部的省道台17線路口。